# Iryna Nerubalschtschuk
Iryna Nerubalschtschuk (ukrainisch Ірина Нерубальщук, englisch Iryna Nerubalshchuk; * 21. September 1998) ist eine ukrainische Leichtathletin, die sich auf den Weitsprung spezialisiert hat.

## Sportliche Laufbahn
Erste internationale Erfahrungen sammelte Iryna Nerubalschtschuk im Jahr 2021, als sie bei den Balkan-Meisterschaften in Smederevo mit 6,32 m den vierten Platz im Weitsprung belegte. 2024 belegte sie bei den Balkan-Hallenmeisterschaften mit 6,36 m den zweiten Platz hinter der Rumänin Florentina Iușco. Da das Ergebnis der Rumänin aber aufgrund einer Dopingsperre nachträglich annulliert wurde, wurde Iryna Nerubalschtschuk die Goldmedaille zuerkannt.
2023 wurde Nerubalschtschuk ukrainische Hallenmeisterin im Weitsprung.